# ポルカ (ショッピングセンター)
協同組合ポルカは、岡山県高梁市に本拠を置く協同組合である。同市にてショッピングセンター「ポルカ天満屋ハピータウン」（ポルカてんまやハピータウン）を運営している。

## ポルカ天満屋ハピータウン
高梁市の中心に位置する商業施設で、1990年に開業。2015年11月に大規模リニューアルを実施した。

### テナント

#### 1階
- ポルカ食品館
- 高梁ふるさと市場
- リトルマーメイド
- サニードラッグ
- 靴のキシモト
- ラビット
- パプトリーTANAKA
- Bielle
- モスバーガー
- すわき後楽中華そば
- ドコモショップサテライト
- Honeys
- 天満屋
- すし遊館
- カットコムズ

##### ポルカフードコート
- スイーツ甘美厨房
- うどん高松屋
- 丼 - 定食 勝兵衛

#### 2階
- ダイソー
- こころっこ
- パル
- Creatol Furuya
- ラ・ポート カジワラ
- PCらいふ パソコンスクール
- アロマ整体サロン
- こども教室
- 市民交流コーナー
- ニトリ
- 赤ちゃんの駅

詳しくは、公式サイトの店舗案内を参照。

### 過去のテナント
- ベスト電器
- ジョニー＆キャビン
- サンスポーツ
- こどもや
- カメラのキタムラ
- ぴのきお
- 花かまくら
- いわさ
- 安藤呉服店